# Microrregión de Sena Madureira
La Microrregión de Sena Madureira es una de las microrregiones del estado brasilero del Acre, perteneciente a la mesorregión Valle del Acre. Su población estimada por el IBGE en 2006 es de 45.040 habitantes, y es formada por 3 municipios.

## Municipios
- Manoel Urbano
- Santa Rosa do Purus
- Sena Madureira

- Datos: Q2466191